# Liste von Schiffen mit dem Namen Spitfire
Spitfire bzw. HMS Spitfire hießen mehrere Schiffe der Royal Navy. Der Name bedeutet „Feuerspeier“ und ist eine beschönigte Übersetzung der von Sir Francis Drake erbeuteten spanischen Cacafuego (zu deutsch: Feuerkacker).

## Schiffsliste
| Bezeichnung | Schiffsart                 | Klasse / Typ     | Baujahr | Bauwerft                           | Eigner     | Dienstzeit                                              | Verbleib                                           |
| ----------- | -------------------------- | ---------------- | ------- | ---------------------------------- | ---------- | ------------------------------------------------------- | -------------------------------------------------- |
| Spitfire    | Galeere mit 8 Kanonen      |                  | 1778    |                                    | Royal Navy |                                                         | 1779 durch die Franzosen erbeutet                  |
| Spitfire    | Sloop mit 8 Kanonen        | Cruizer-Klasse   | 1752    | Chatham Dockyard                   | Royal Navy | 1779–1780                                               | 1780 verkauft                                      |
| Spitfire    | Brandschiff mit 14 Kanonen |                  | 1780    |                                    | Royal Navy |                                                         | 1780 gekauft                                       |
| Spitfire    | Brandschiff mit 16 Kanonen |                  | 1782    |                                    | Royal Navy |                                                         | 1825 verkauft                                      |
| Spitfire    | Schoner mit 6 Kanonen      |                  | 1793    |                                    | Royal Navy |                                                         | 1794 gesunken                                      |
| Spitfire    | französischer Schoner      |                  |         |                                    | Royal Navy |                                                         | 1800 außer Dienst gestellt                         |
| Spitfire    | Raddampfer                 |                  | 1834    |                                    | Royal Navy |                                                         | 1842 gesunken                                      |
| Spitfire    | Kanonenboot, Raddampfer    | Einzelschiff     | 1845    | Charles Lungley, Deptford Dockyard | Royal Navy | ab 1851 als Forschungsschiff; ab 1862 als Schleppschiff | 1888 abgewrackt                                    |
| Spitfire    | Zerstörer                  | Swordfish-Klasse | 1895    |                                    | Royal Navy |                                                         | 1912 verkauft                                      |
| Spitfire    | Zerstörer                  | Acasta-Klasse    | 1912    |                                    | Royal Navy |                                                         | 1921 zur Verschrottung verkauft                    |
| Spitfire    | Zerstörer                  | C- und D-Klasse  | 1943    |                                    | Royal Navy |                                                         | 1942 noch vor dem Stapellauf in Cambrian umbenannt |